# 워룽 조선족 향
워룽 조선족 향(중국어: 卧龙朝鲜族乡, 중국조선어: 와룡조선족향)은 중화인민공화국 헤이룽장성 닝안시하에 있는 민족향이다.